# 森治樹 (外交官)
森 治樹（もり はるき、1911年（明治44年）1月26日 - 1988年（昭和63年）8月19日）は、日本の外交官である。

## 経歴
福岡県出身。1933年、東京帝国大学法学部法律学科卒業後、1935年に外務省に入省した。1945年の第二次世界大戦終戦当時は条約局事務官であり、"United Nations"を国際連合と訳したのは森だとする説がある。1952年の日伊国交回復後、在イタリア日本大使館の参事官に就任した。1957年に北米局長に就任した。1967年、OECDの日本での活動を規定する協定に署名した。1970年7月10日から1972年4月28日まで外務事務次官を務めた。1972年から1975年まで駐英大使を務め、日本を代表して「油による汚染損害の補償のための国際基金の設立に関するブリュッセル条約」と「南極のあざらしの保存に関する条約」に署名した。1977年、西ドイツのヴィリー・ブラント元首相が委員長を務めるブラント委員会の委員を務め、世界の経済発展について調査した。